# Clematis rufa
Clematis rufa là một loài thực vật có hoa trong họ Mao lương. Loài này được Rose mô tả khoa học đầu tiên năm 1906.